# ГЕС Каккад
ГЕС Каккад — гідроелектростанція на півдні Індії у штаті Керала. Розташована між ГЕС Сабарігірі (вище за течією) та малою ГЕС Уллумкал (7 МВт) і входить до гідровузла у верхній частині сточища Памби, яка впадає в Лаккадівське море за пів сотні кілометрів на південь від Кочі.
Відпрацьована на ГЕС Сабарігірі вода потрапляє у сховище греблі Moozhiyar, яка перекрила однойменну ліву притоку річки Каккад, котра в свою чергу є лівою притокою Памби. Ця комбінована земляна та мурована споруда має висоту 34 метри, довжину 177 метрів та потребувала 52 тис. м3 матеріалу. Вона утримує невелику водойму з площею поверхні 0,15 км2, корисним об'ємом 1,16 млн м3 та коливанням рівня поверхні в операційному режимі між позначками 181 та 193 метри НРМ.
Окрім води від першого ступеня гідровузла, сховище дозволяє захопити сток із верхньої течії Moozhiyar, після чого ресурс спрямовується у прокладений через лівобережний гірський масив дериваційний тунель довжиною 11 км. На своєму шляху він отримує поповнення з річки Veluthode (ліва притока Moozhiyar), на якій зведена гребля висотою 22 метри та довжиною 107 метрів, котра потребувала 15 тис. м3 матеріалу та утримує водойму з площею поверхні 0,06 км2, корисним об'ємом 0,6 млн м3 та коливанням рівня поверхні в операційному режимі між позначками 186 та 192 метри НРМ.
Машинний зал, облаштований на лівому березі Каккад після впадіння Moozhiyar, містить дві турбіни типу Френсіс потужністю по 25 МВт, які при напорі у 133 метри забезпечують виробництво 262 млн кВт-год електроенергії на рік.
Продукція видається до мережі по ЛЕП, розрахованих на роботу під напругою 110 кВ.